# Нордланд
Нордланд (норв. Nordland) је округ у северном делу Норвешке. Управно седиште округа је град Боде, а значајни су и градови Мо и Рана и Нарвик.
Површина округа Нордланд је 38.460,31 km², на којој живи око 240 хиљада становника.
Грб Нордланда потиче из 1965. године и на њему је приказан традиционални брод за ову област.

## Положај и границе округа
Округ Нордланд се налази у северном делу Норвешке и граничи се са:
- север : округ Тромс,
- исток: Шведска,
- југ: округ Северни Тренделаг,
- запад: Северно море.

## Природни услови
Нордланд је приморски округ. Округ је махом планински, посебно у северном делу. У западном делу има нешто долинских крајева.
Округ излази на Северно море. Обала је веома разуђена, са мноштвом залива, малих острва и полуострва. Од залива познати су фјорд Весфн, Рански фјорд, Фолдски фјорд, Тиски фјорд, Офски фјорд и Андски фјорд. Посебно су значајна Лофотска острва. Од река најзначајнија је река Ранелва. У округу постоји и много језера.

## Становништво
По подацима из 2010. године на подручју округа Нордланд живи близу 240 хиљада становника, већином етничких Норвежана.
Округ последњих деценија бележи благо опадање становништва. У последњих 3 деценије умањење је било за приближно 5%.
Густина насељености - Округ има густину насељености је око 6 ст./км², што је двоструко мање од државног просека (12,5 ст./км²). Приобални део округа на западу је много боље насељен него планински део на истоку.

## Подела на општине
Округ Нордланд је подељен на 44 општине (kommuner).